# Bulbophyllum tentaculatum
Bulbophyllum tentaculatum là một loài phong lan thuộc chi Bulbophyllum.